# Oligosoma microlepis
Espèce
Synonymes
- Leiolopisma microlepis Patterson & Daugherty, 1990

Statut de conservation UICN

 EN  : En danger
Oligosoma microlepis est une espèce de sauriens de la famille des Scincidae.

## Description
Ce reptile arbore des tâches distinctives en forme de larmes sous les yeux. Au niveau du dos, ses écailles sont grises et brunes. Au niveau ventrale, les écailles sont de couleur blanche ou crème. Sa queue est généralement d'une taille plus importante que l'ensemble de son corps.
Il peut être diurne comme nocturne. Cette espèce se nourrit de petits invertébrés.

## Répartition
Cette espèce est endémique de l'île du Nord en Nouvelle-Zélande. On la retrouve notamment autour du lac Taupo ou du fleuve Rangitikei.

## Étymologie
Le nom spécifique microlepis vient du grec mikros, petit, et de lepis, l'écaille en référence à l'aspect de ce saurien.

## Publication originale
- Patterson & Daugherty, 1990 : Four new species and one new subspecies of skinks, genus Leiolopisma (Reptilia: Lacertilia: Scincidae) from New Zealand. Journal of the Royal Society of New Zealand, vol. 20, no 1, p. 65-84+252.